# 第29号交响曲 (莫扎特)
A大調第29號交響曲，目錄第201號，是沃尔夫冈·阿马德乌斯·莫扎特完成於1774年4月6日的交響曲作品，屬於其早期作品中較知名者。

## 分析

### 配器
| - 木管 - 雙簧管：2 | - 銅管 - 法國號：2 | - 弦樂器 |

依照工具書《管弦樂作品手冊》指示，上述之配器可簡記為"0 2 0 0—2 0 0 0—str"。

### 結構
曲式採四樂章體裁：
1. 中庸的快板（allegro moderato），
拍子
2. 行板（andante），D大調，
拍子
3. 稍快板的梅呂哀舞曲與中段（Menuetto: Allegretto—Trio），
拍子
4. 富精神的快板（allegro con spirito），
拍子

第一樂章為奏鸣曲式，起初的八度動機不僅做為第一主題使用，亦是貫穿所有樂章的「格言」（motto）。弦樂演奏之外，也將聽到號角繼承此一動機。
第二樂章（同樣為奏鳴曲式）的弦樂必須輔以弱音器演奏，管樂部門的使用也降到最低，藉以營造安靜、祥和的氣氛。第三樂章是典型的梅呂哀舞曲，附點節奏的型態予人重心不穩的錯覺，卻加強了此樂章的活力。相較而言，中段則顯得優雅、動人。終曲樂章再次使用奏鳴曲式寫作，
拍子的音樂帶有明顯的快速舞曲個性，第一樂章的八度動機也在此再次現身。

## 評價
⋯⋯在活力、旋律性、平衡感與考究的品味等各方面，都是（莫扎特音樂）最好的取鏡。—新克洛斯作曲家百科大全
（莫扎特）個人風格的里程碑，揉合了室內樂風格的私密性質，並保有活力十足的個性。—音樂學者史坦利·薩迪

## 外部連結
- 《莫扎特第29号交响曲》：谱子和报道（德语），《莫扎特全集》
- 莫扎特第29号交响曲：国际乐谱典藏计划上的乐谱